# Volovec (obec)
Volovec (ukrajinsky Воловець, rusky Воловец, bělorusky Валавец, maďarsky Volóc nebo Volócz) je městys (ukrajinsky selyšče) ležící poblíž hřebene Karpat, v okrese Mukačevo, v Zakarpatské oblasti Ukrajiny, v etnografické oblasti Bojkovština. V roce 2025 měl 5104 obyvatel.

## Části obce
- Volovec 
  - Jablunovo (ukrajinsky Яблуново)
- Kanora

## Historie
První písemná zmínka o městysu pochází z roku 1433. Od začátku 17. století byl součástí Mukačevského panství. V roce 1831 zde došlo k selskému povstání. V roce 1870 ve Volovci žilo kolem 600 obyvatel, v roce 1900 to bylo již 1284 obyvatel, z toho 839 Rusínů a Ukrajinců, 253 Němců, 177 Maďarů, 3 Slováci, 1 Rumun a 11 Židů; v obci tehdy bylo 198 domů, z nich 24 bylo zděných a 174 dřevěných. Od roku 1882 ve Volovci začala fungovat státní základní škola.
Do roku 1918 byl Volovec součástí Rakousko-uherské monarchie a po jejím rozpadu, v roce 1919, se spolu s celou Podkarpatskou Rusí stal součástí Československa. Za první československé republiky zde byl obecní notariát, četnická stanice a poštovní úřad. V roce 1938 byl Volovec okupován Maďarskem a v roce 1945 se stal součástí SSSR, konkrétně Ukrajinské sovětské socialistické republiky. Od roku 1991 je součástí samostatné Ukrajiny. Od 12. června 2020 je ve Volovci sídlo územní komunity (hromady).

## Územní komunita (hromada)
V obci se nachází sídlo volovecké územní komunity (hromady), do které patří městys Volovec a tyto další obce:
| Přepis do latinky | Název obce v cyrilici |
| Huklyvyj          | Гукливий              |
| Skotarske         | Скотарське            |

Toto územní společenství má rozlohu 184,5 km2 a v roce 2020 v něm žilo 8 962 obyvatel.

## Doprava
Přes Volovec vede od roku 1872 hlavní železniční trať z Čopu přes Mukačevo a Stryj do Lvova.

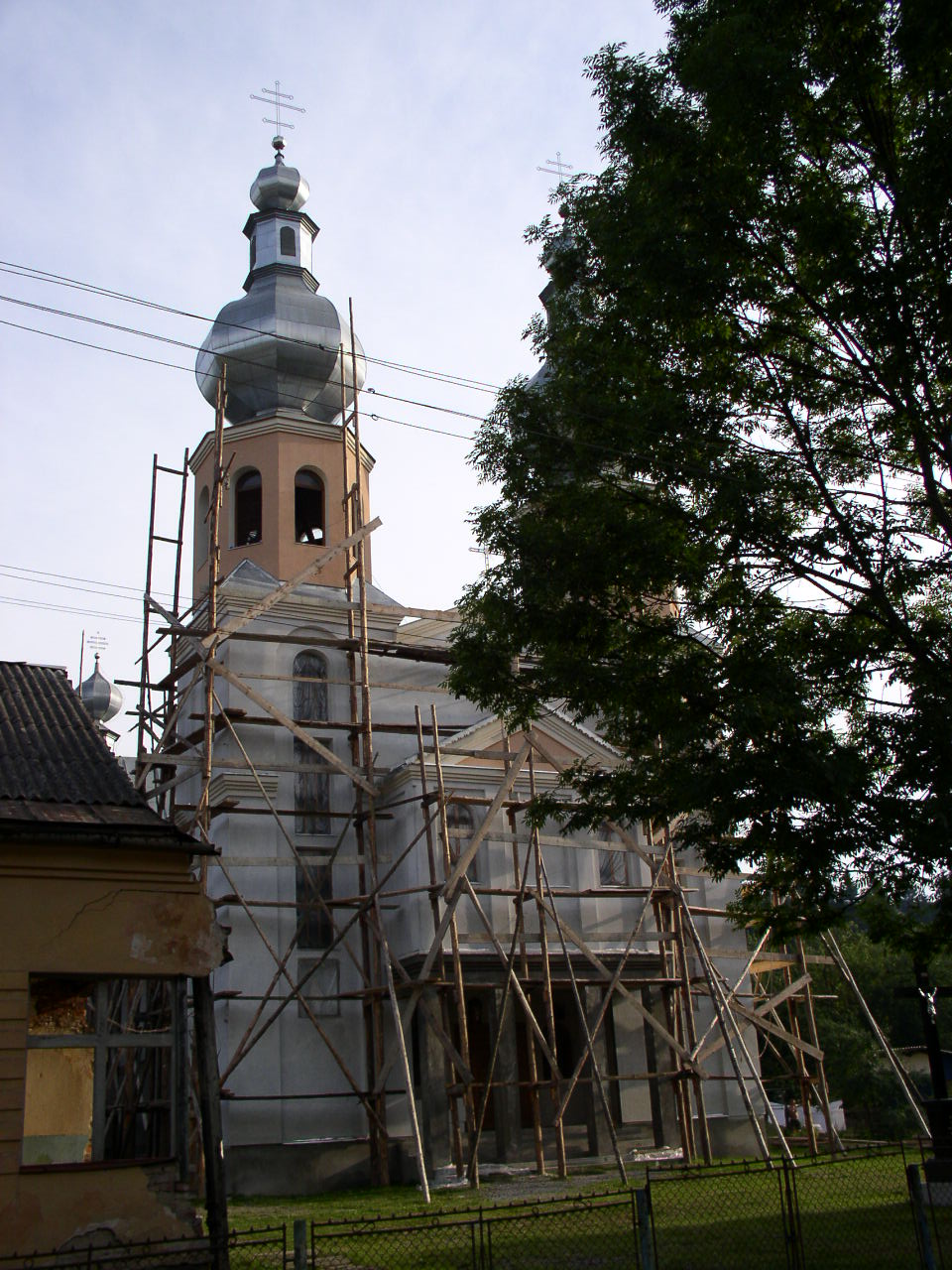
Kostel
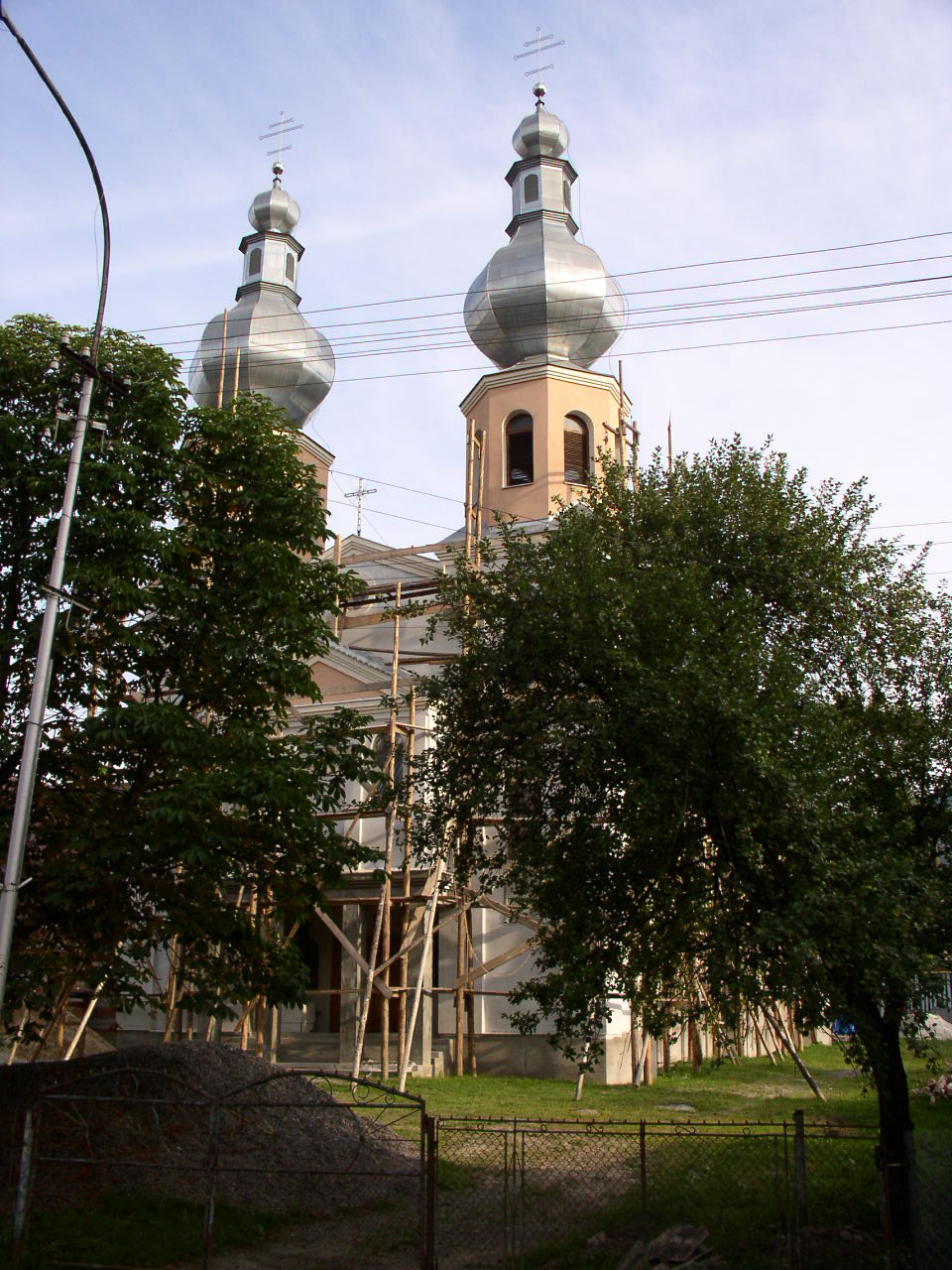
Kostel
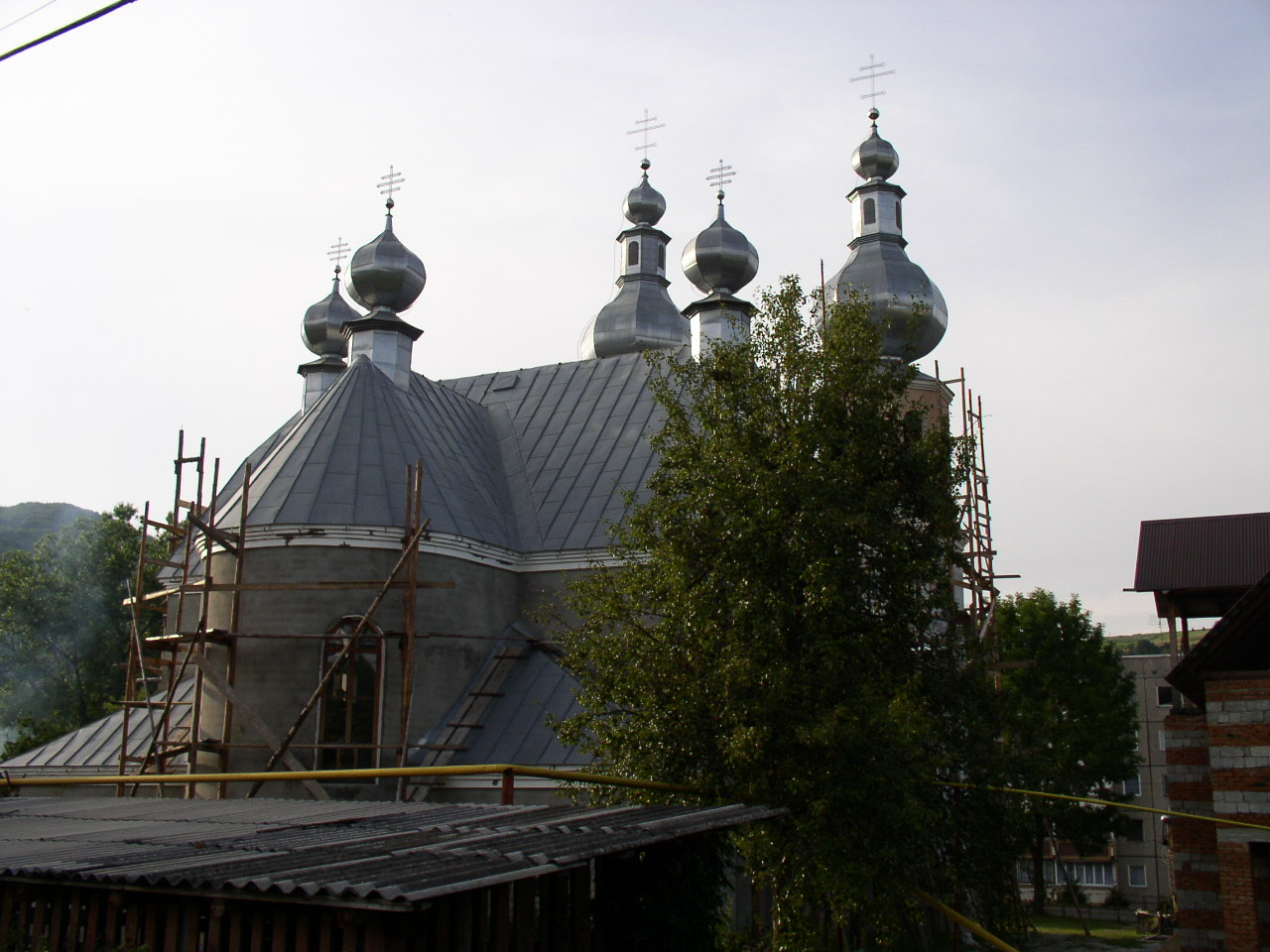
Kostel
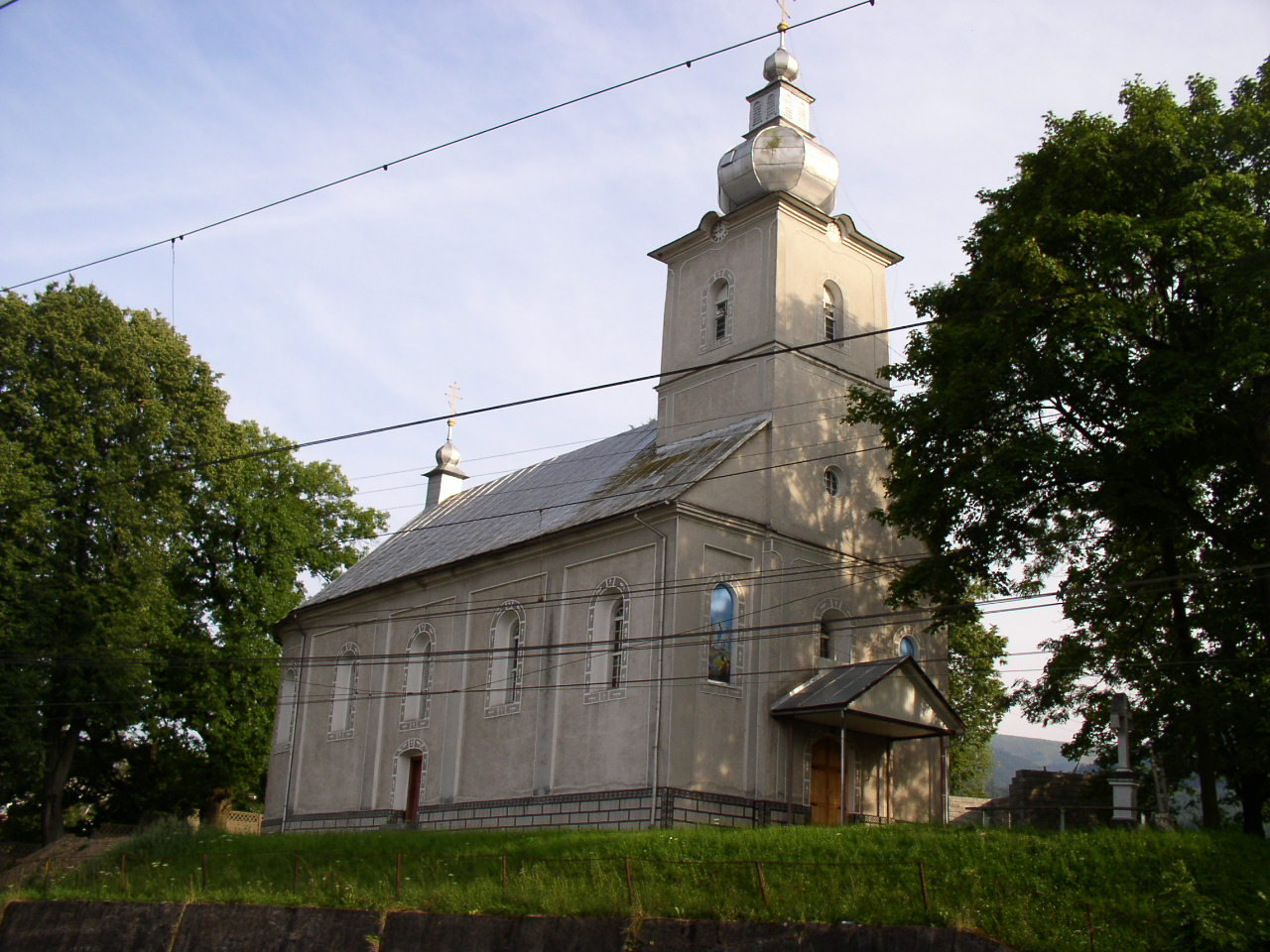
Kostel